# Lissodrillia simpsoni
Lissodrillia simpsoni é uma espécie de gastrópode do gênero Lissodrillia, pertencente a família Drilliidae.